# 부탄 뉘땀
뉘땀(/əŋˈɡʌltrəm/; 종카어: དངུལ་ཀྲམ [ŋýˈʈúm], 기호: Nu., 코드: BTN)은 1974년부터 부탄의 통화이다. 1 뉘땀은 100 체땀(chhertum)으로 나뉜다(1979년까지 동전에 관해 체땀스(chetrums)라고 불려옴).

## 역사
1974년, 뉘땀은 루피를 같은 비율로 대체하기 위해 도입되었다. 뉘땀은 인도 루피와 가치가 같다.
1960년대 초, 인도는 부탄 정부를 원조하던 가장 주요한 국가였다. 뉘땀이 도입되자 부탄 루피가 지속해오던 화폐가치는 그대로 유지되었다. 뉘땀은 다른 화폐와는 환전이 거의 불가능하다고 볼 수 있지만 인도 루피만큼은 환전이 가능한 화폐이다.

## 동전
1974년 알루미늄으로 만든 5, 10체땀과 알루미늄청동의 20체땀, 백동의 25체땀, 1체땀을 도입하였다. 5체땀은 사각형이고 10체땀은 가리비 모양으로 되어 있다. 1979년 주조 과정의 변화로 인해 5, 10체땀은 청동으로 25, 50체땀, 1 뉘땀은 백동으로 만들게 되었다. 1979년에는 청동으로 된 25체땀도 발행되었던 적이 있다. 5, 10체땀은 거의 유통되지 않고 있다.

## 지폐

### 이전 시리즈
1974년 6월 2일, 부탄 왕실 정부에 의해 Nu.1, Nu.5, Nu.10 지폐가 도입되었고, Nu.2, Nu.20, Nu.50, Nu.100 이 1978년에 그 뒤를 이었다.

## 같이 보기
- 부탄의 경제

## 참조
1. 1 2  Linzmayer, Owen (2011). 〈Bhutan〉. 《The Banknote Book》. San Francisco, CA: BanknoteNews.com. 2011년 8월 21일에 확인함.

- Krause, Chester L., and Clifford Mishler (1991). 《Standard Catalog of World Coins: 1801–1991》 18판. Krause Publications. ISBN 0873411501.
- Panish, Charles K: "Early Coinage of Bhutan". The American Numismatic Society, Museum Notes 17, New York 1971, p. 247-254 and plates XLVII-XLVIII.
- Rhodes, Nicholas:The Coinage of Bhutan. Oriental Numismatic Society, Information Sheet no 16, January 1977.
- Rhodes, Nicholas: "Coinage in Bhutan".Journal of Bhutan Studies.. The Centre of Bhutan Studies, vol. 1, no. 1, Thimphu, Autumn, 1999, p. 84-113.
- Rhodes, Nicholas: "The Monetisation of Bhutan". Journal of Bhutan Studies.. The Centre of Bhutan Studies, vol. 2, no. 1, Thimphu, Winter 2000, p. 85-103.
- Krause, Chester L., and Clifford Mishler (1991). 《Standard Catalog of World Coins: 1801–1991》 18판. Krause Publications. ISBN 0873411501.
- Pick, Albert (1994). 《Standard Catalog of World Paper Money: General Issues》. Colin R. Bruce II and Neil Shafer (editors) 7판. Krause Publications. ISBN 0-87341-207-9.